# Vallées en Champagne
Vallées en Champagne  est, depuis le 1er janvier 2016, une commune nouvelle française située dans le département de l'Aisne en région Hauts-de-France.
La commune nouvelle est née le 1er janvier 2016 de la fusion des communes de Baulne-en-Brie, de La Chapelle-Monthodon et de Saint-Agnan. Son chef-lieu est fixé à Baulne-en-Brie,,.
Ses habitants sont les « Valcampaniens ».

## Géographie
La commune est située dans le département de l'Aisne, à vol d'oiseau à 64,6 km au sud de la préfecture de Laon, et à 16,8 km au sud-est de la sous-préfecture de Château-Thierry. Elle se trouve à 93,8 km au nord-est de Paris. La commune est limitrophe du département de la Marne.
Par rapport à Baulne-en-Brie, chef-lieu de la commune nouvelle, Saint-Agnan se trouve à 3,9 km au nord-ouest et La Chapelle-Monthodon à 4,2 km au nord-est.
Par rapport à Baulne-en-Brie, le chef-lieu, les communes limitrophes de la commune sont Le Breuil (2,6 km), Montigny-lès-Condé (3,5 km), Celles-lès-Condé (4,1 km), Condé-en-Brie (4,2 km), Verdon (4,3 km), Pargny-la-Dhuys (5,9 km), Monthurel (6,3 km), Courthiézy (7,3 km), Igny-Comblizy (8 km) et Reuilly-Sauvigny (8,9 km).
| Reuilly-Sauvigny Monthurel         | Courthiézy (Marne) Dormans (Marne) | Igny-Comblizy (Marne) |
| Celles-lès-Condé Condé-en-Brie     | Vallées en Champagne               | Le Breuil (Marne)     |
| Montigny-lès-Condé Pargny-la-Dhuys | Verdon (Marne)                     |                       |

### Hydrographie
La commune est située dans le bassin Seine-Normandie. Elle est drainée par la Verdonnelle, le Surmelin, le ru de St Agnan, la rivière Fond du Paradis, le fossé 01 de la Corvée, le fossé 01 de Monthadon, le fossé 01 des Erables, le fossé 01 du Buisson du Roi, le fossé 02 de la commune de Saint-Agnan, le fossé 07 de la Tuilerie, le ru de Bannefroy, le ru de Plaine Houx, le ru des Vieux Pres et divers autres petits cours d'eau,.
La Verdonnelle, d'une longueur de 26 km, prend sa source dans la commune de Champaubert et se jette  dans la Dhuis à Montigny-lès-Condé, après avoir traversé neuf communes.

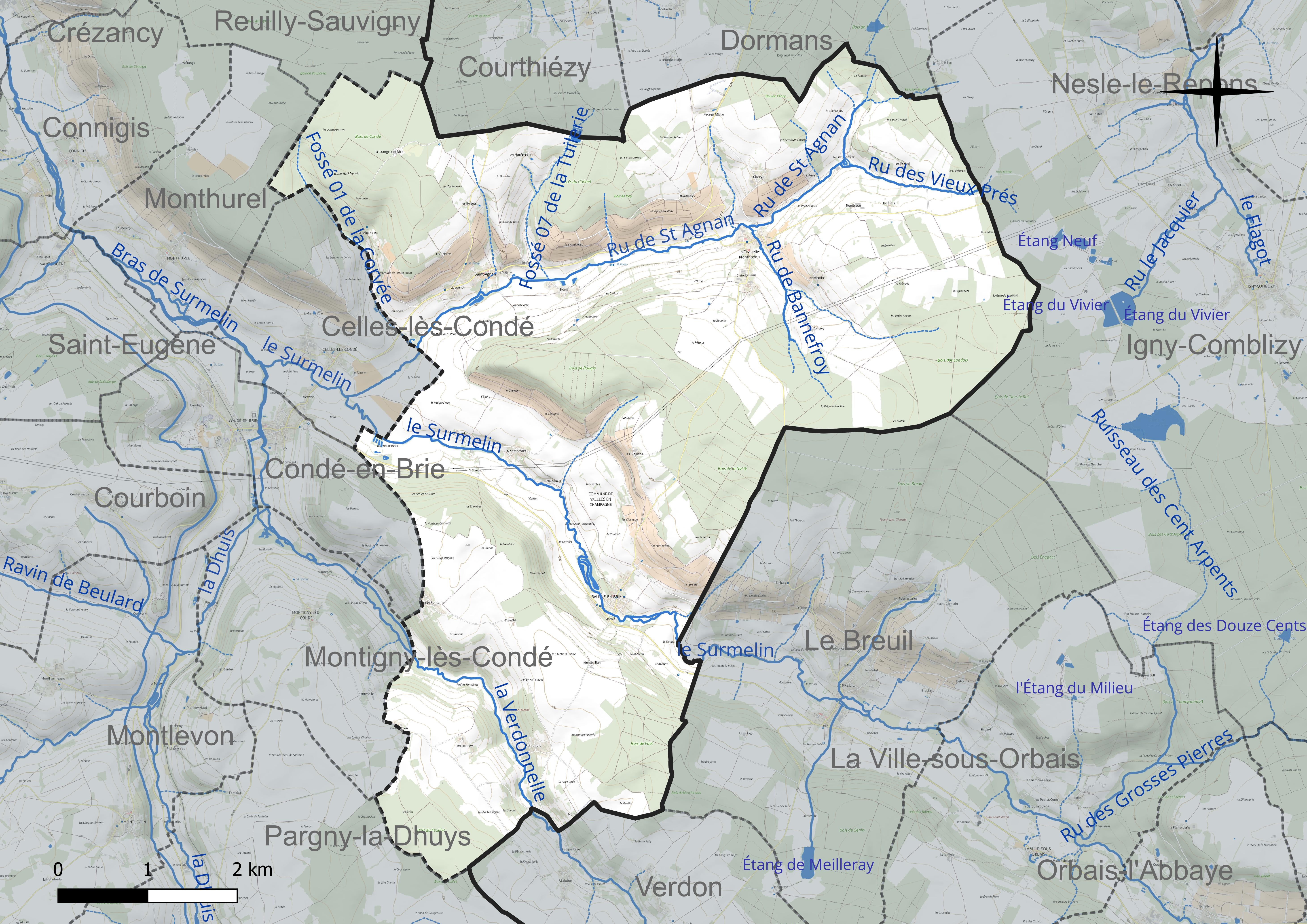
Réseau hydrographique de Vallées en Champagne.

Le Surmelin, d'une longueur de 41 km, prend sa source dans la commune de Loisy-en-Brie et se jette  dans la Marne à Chartèves, après avoir traversé 17 communes.

### Climat
Pour des articles plus généraux, voir Climat des Hauts-de-France et Climat de l'Aisne.
En 2010, le climat de la commune est de type climat océanique dégradé des plaines du Centre et du Nord, selon une étude du CNRS s'appuyant sur une série de données couvrant la période 1971-2000. En 2020, Météo-France publie une typologie des climats de la France métropolitaine dans laquelle la commune est exposée à un climat océanique altéré et est dans la région climatique Nord-est du bassin Parisien, caractérisée par un ensoleillement médiocre, une pluviométrie moyenne régulièrement répartie au cours de l'année et un hiver froid (3 °C).
Pour la période 1971-2000, la température annuelle moyenne est de 10,4 °C, avec  une amplitude thermique annuelle de 15,3 °C. Le cumul annuel moyen de précipitations est de 754 mm, avec 11,9 jours de précipitations en janvier et 8 jours en juillet. Pour la période 1991-2020 la température moyenne annuelle observée sur la station météorologique la plus proche, située sur la commune de Blesmes à 13 km à vol d'oiseau, est de 10,6 °C et le cumul annuel moyen de précipitations est de 713,0 mm,. Pour l'avenir, les paramètres climatiques de la commune estimés pour 2050 selon différents scénarios d'émission de gaz à effet de serre sont consultables sur un site dédié publié par Météo-France en novembre 2022.

## Urbanisme

### Typologie
Au 1er janvier 2024, Vallées en Champagne est catégorisée commune rurale à habitat très dispersé, selon la nouvelle grille communale de densité à 7 niveaux définie par l'Insee en 2022.
Elle est située hors unité urbaine et hors attraction des villes,.

## Toponymie
Contrairement à la règle le nom de la commune ne prend pas de traits d'union.
Le comité interprofessionnel du vin de Champagne a contesté l'arrêté préfectoral du 23 novembre 2015 créant la commune nouvelle, estimant que le nom de « Vallées en Champagne » portait atteinte à l'appellation d'origine contrôlée Champagne.
Le tribunal administratif d'Amiens constate que « la commune nouvelle était comprise dans la province de Champagne sous l'ancien Régime et se trouve aujourd'hui en partie incluse dans l'aire géographique de production de vin de champagne protégée par l'appellation d'origine contrôlée », et que la moitié des entreprises de la commune produisent du vin de champagne, juge que le nom de la commune nouvelle ne constitue ni un détournement de l'AOC ni une atteinte à la notoriété de la marque Champagne,

## Histoire
La commune nouvelle est née de la fusion de trois communes au 1er janvier 2016 : Baulne-en-Brie, La Chapelle-Monthodon et Saint-Agnan.

## Politique et administration

### Rattachements administratifs et électoraux
La commune se trouve dans l'arrondissement de Château-Thierry du département de l'Aisne. Pour l'élection des députés, elle fait partie de la cinquième circonscription de l'Aisne, et, pour l'élection des conseillers départementaux, du canton d'Essômes-sur-Marne.

### Intercommunalité
La commune nouvelle, comme les anciennes communes fusionnées, faisaient partie de la communauté de communes du canton de Condé-en-Brie, créée en juin 1995, et qui regroupait 8 271 habitants en 2012.
Dans le cadre des dispositions de la loi portant nouvelle organisation territoriale de la République (Loi NOTRe) du 7 août 2015, qui prévoit que les établissements publics de coopération intercommunale (EPCI) à fiscalité propre doivent avoir un minimum de 15 000 habitants, cette intercommunalité fusionne avec la communauté de communes de la Région de Château-Thierry et la communauté de communes du Tardenois, auxquelles s'adjoignent 21 communes de la communauté de communes de l'Ourcq et du Clignon, pour former, le 1er janvier 2017, la communauté d'agglomération de la Région de Château-Thierry, dont est désormais membre la commune.

### Composition de la commune nouvelle
| Nom                    | Code Insee | Intercommunalité              | Superficie (km2) | Population (dernière pop. légale) | Densité (hab./km2) |
| ---------------------- | ---------- | ----------------------------- | ---------------- | --------------------------------- | ------------------ |
| Baulne-en-Brie (siège) | 02053      | CC du canton de Condé-en-Brie | 18,89            | 294 (2022)                        | 16                 |
| La Chapelle-Monthodon  | 02161      | CC du canton de Condé-en-Brie | 14,28            | 202 (2022)                        | 14                 |
| Saint-Agnan            | 02669      | CC du canton de Condé-en-Brie | 8,07             | 94 (2022)                         | 12                 |

### Liste des maires
| Période      | Période                       | Identité       | Étiquette | Qualité |
| ------------ | ----------------------------- | -------------- | --------- | ------- |
| janvier 2016 | En cours (au 8 décembre 2017) | Bruno Lahouati | DVG       | Artisan |

## Population et société

### Démographie
L'évolution du nombre d'habitants est connue à travers les recensements de la population effectués dans la commune depuis sa création.

En 2022, la commune comptait 590 habitants, en évolution de +4,24 % par rapport à 2016 (Aisne : −1,97 %, France hors Mayotte : +2,11 %).
| 2014 | 2015 | 2016 | 2017 | 2022 |
| ---- | ---- | ---- | ---- | ---- |
| 558  | 562  | 566  | 570  | 590  |

Avant leur fusion, la population cumulée des 3 communes formant Vallées en Champagne était :
| 1968 | 1975 | 1982 | 1990 | 1999 | 2009 | 2014 |
| ---- | ---- | ---- | ---- | ---- | ---- | ---- |
| 475  | 403  | 500  | 494  | 553  | 591  | 558  |

## Culture locale et patrimoine

### Lieux et monuments

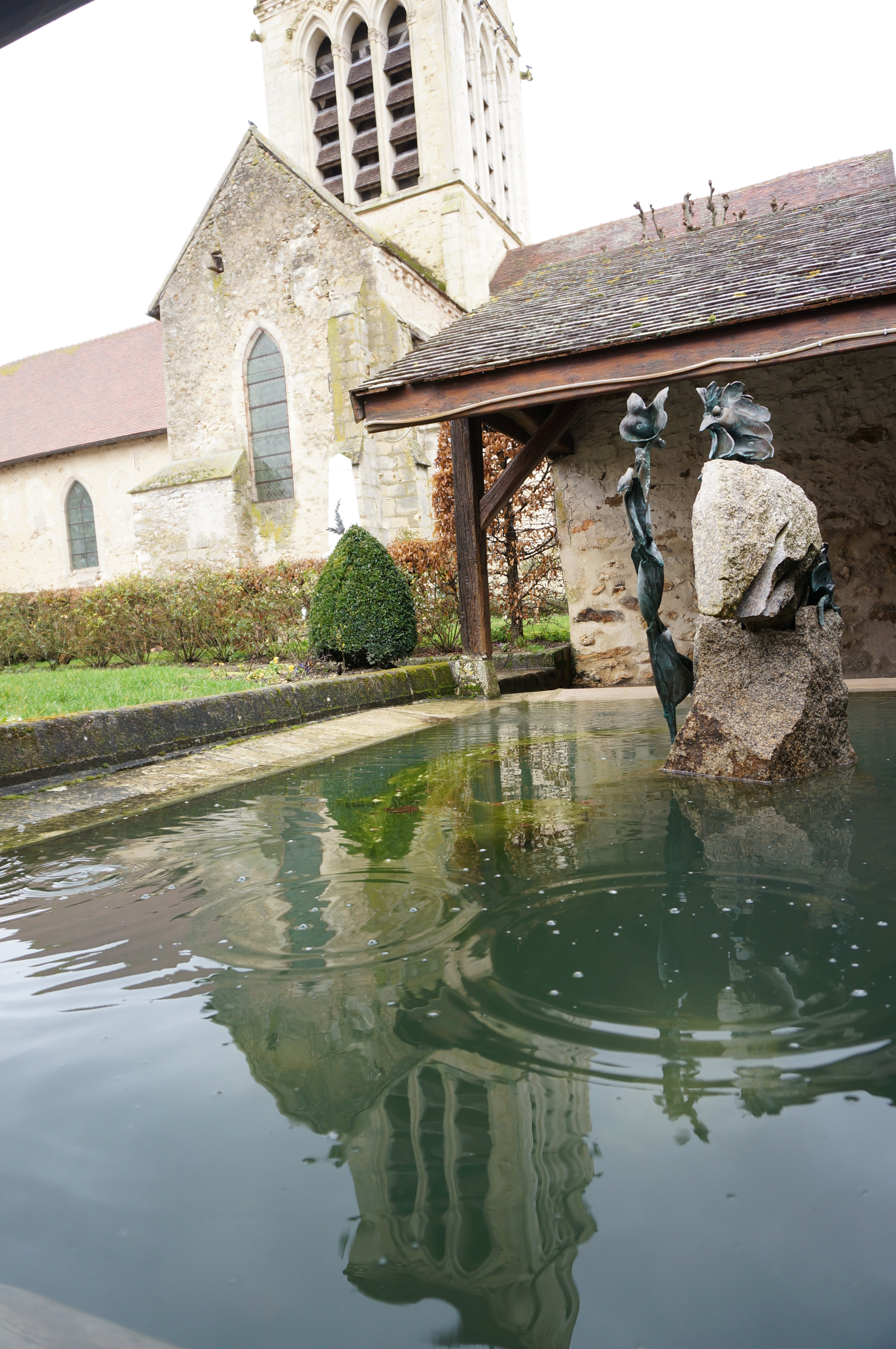
Lavoir de La Chapelle-Monthodon avec sa sculpture sur « le Coq et le Renard » et l'église de la Nativité.

- Église de la Nativité-de-la-Sainte-Vierge de La Chapelle-Monthodon.
- Église Saint-Agnan de Saint-Agnan.
- L'église Saint-Barthélemy de Baulne-en-Brie, possède un des derniers plafonds en bois encaissé à lattes contrariées au monde. Ce plafond et la chaire sont classés Monument Historique.

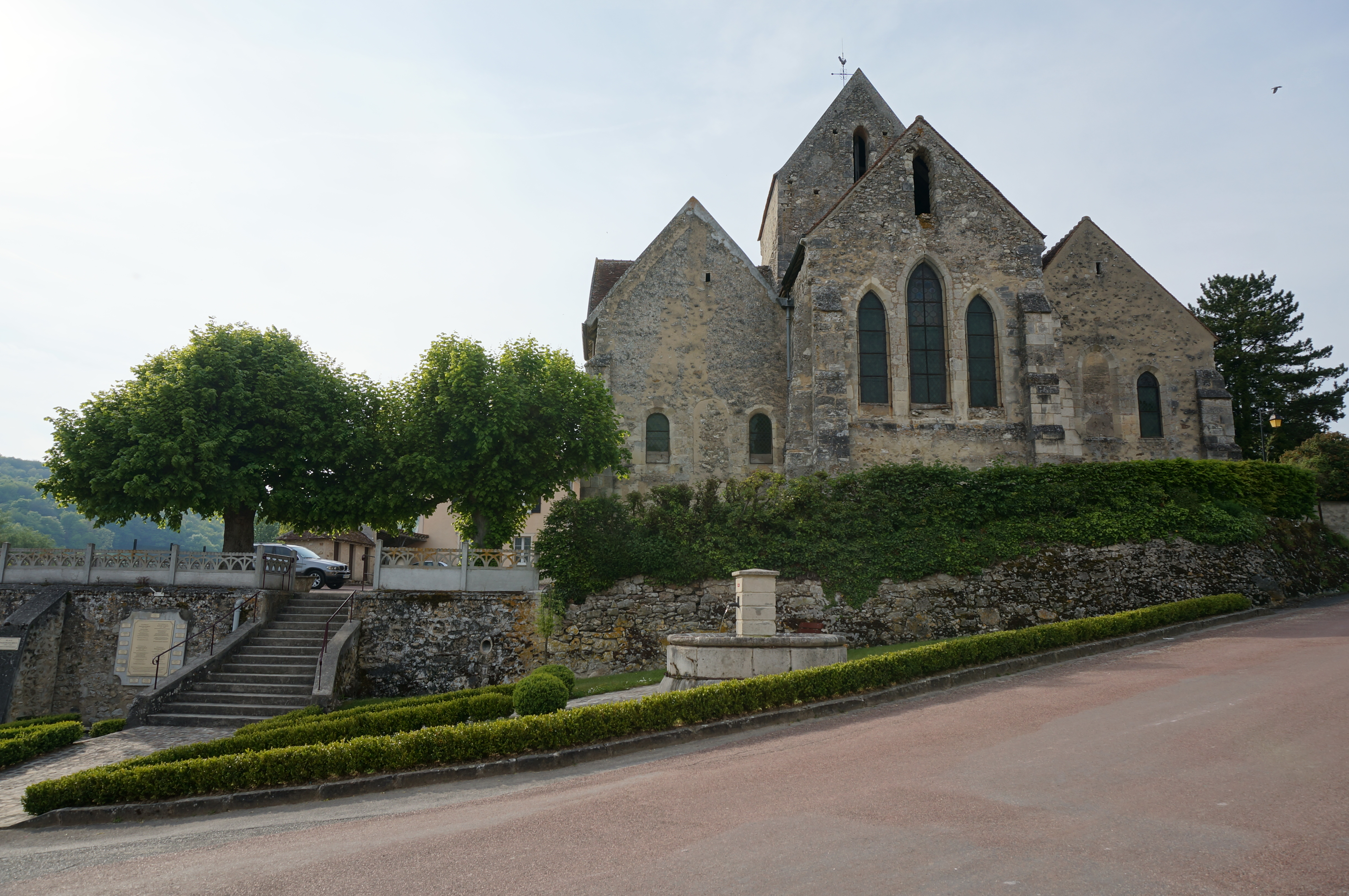
Église Saint-Barthélémy de Baulne.
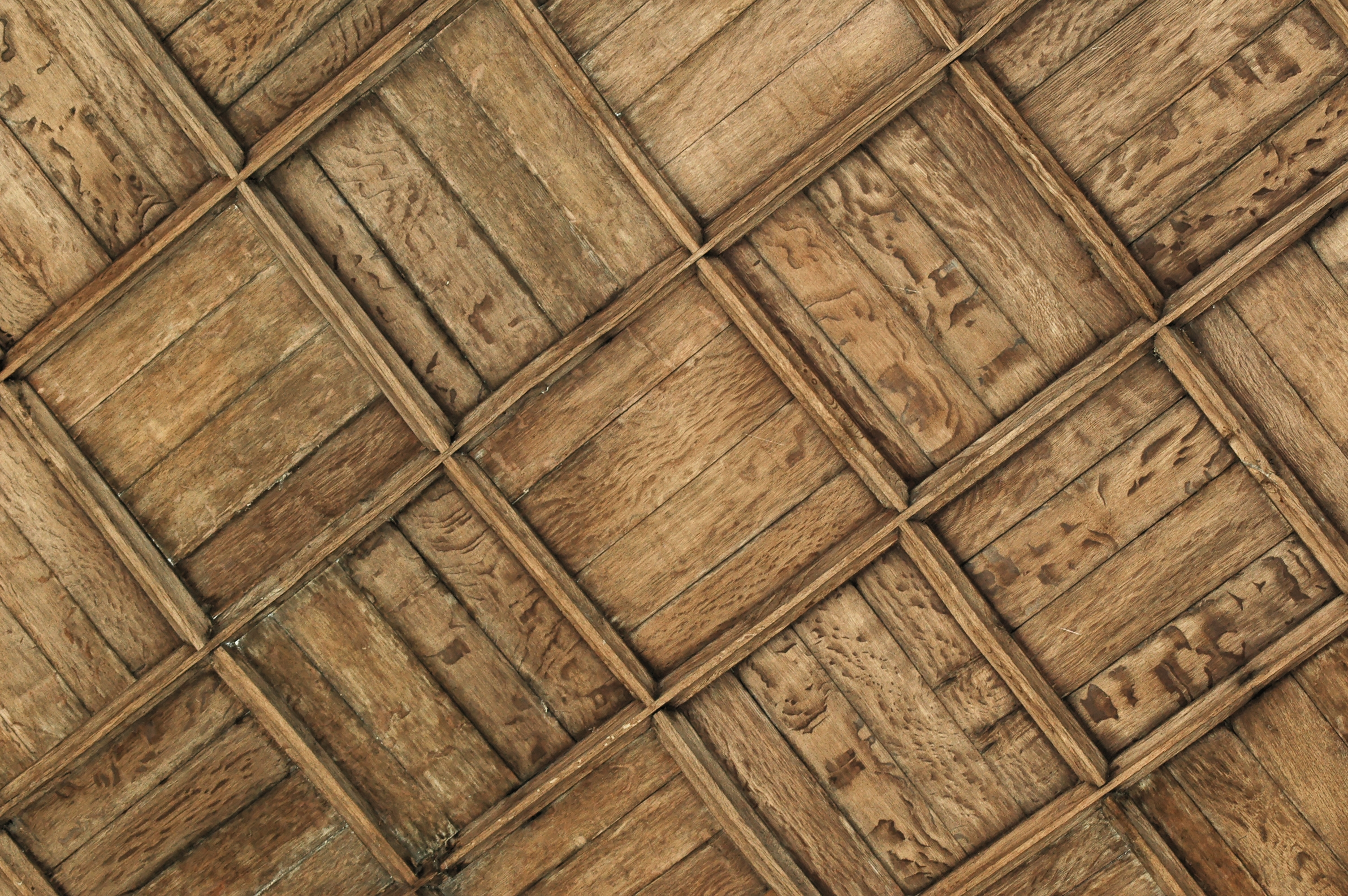
Détail du plafond de l'église Saint-Barthélémy de Baulne-en-Brie.
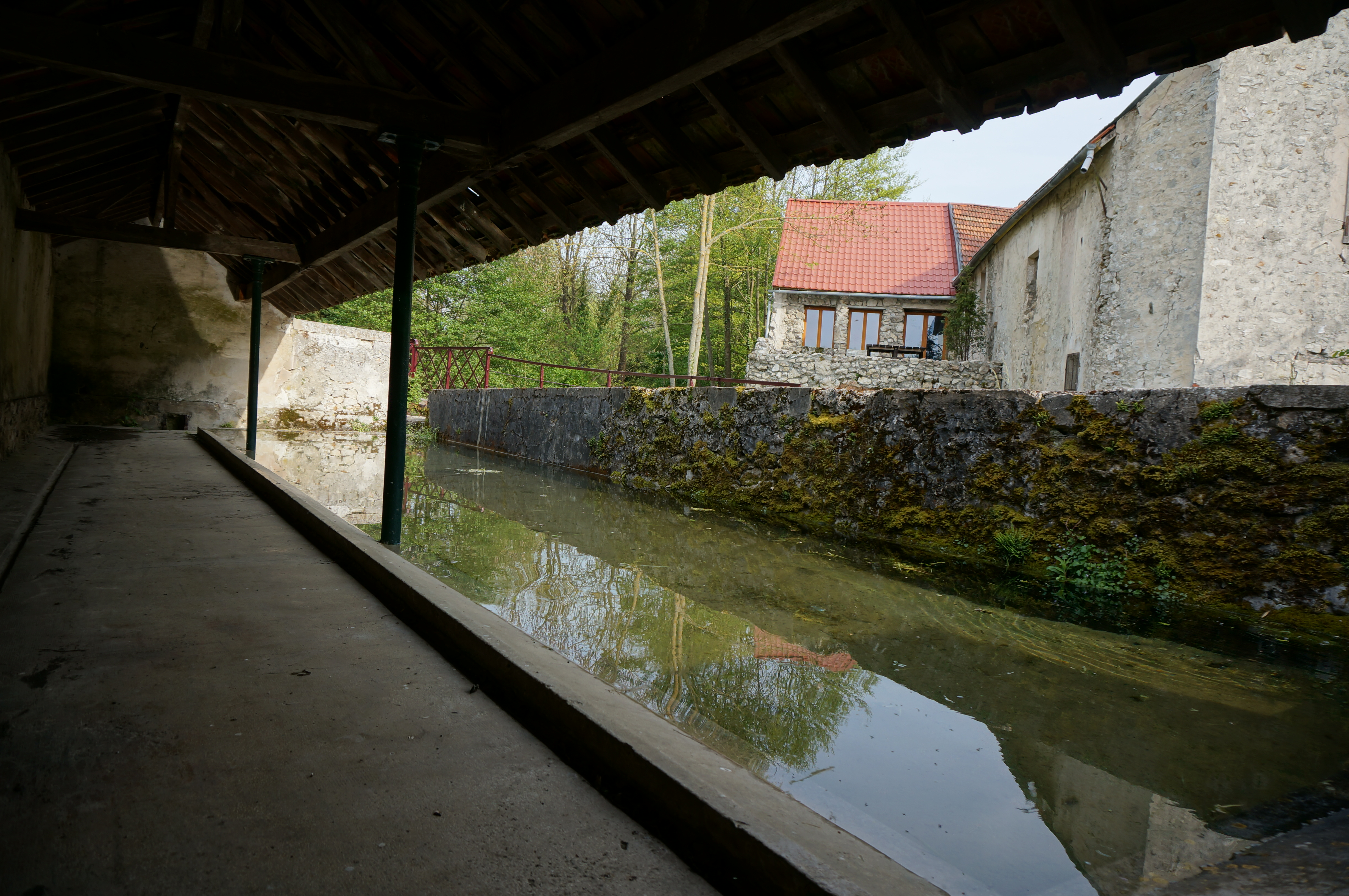
Lavoir de Baulne.
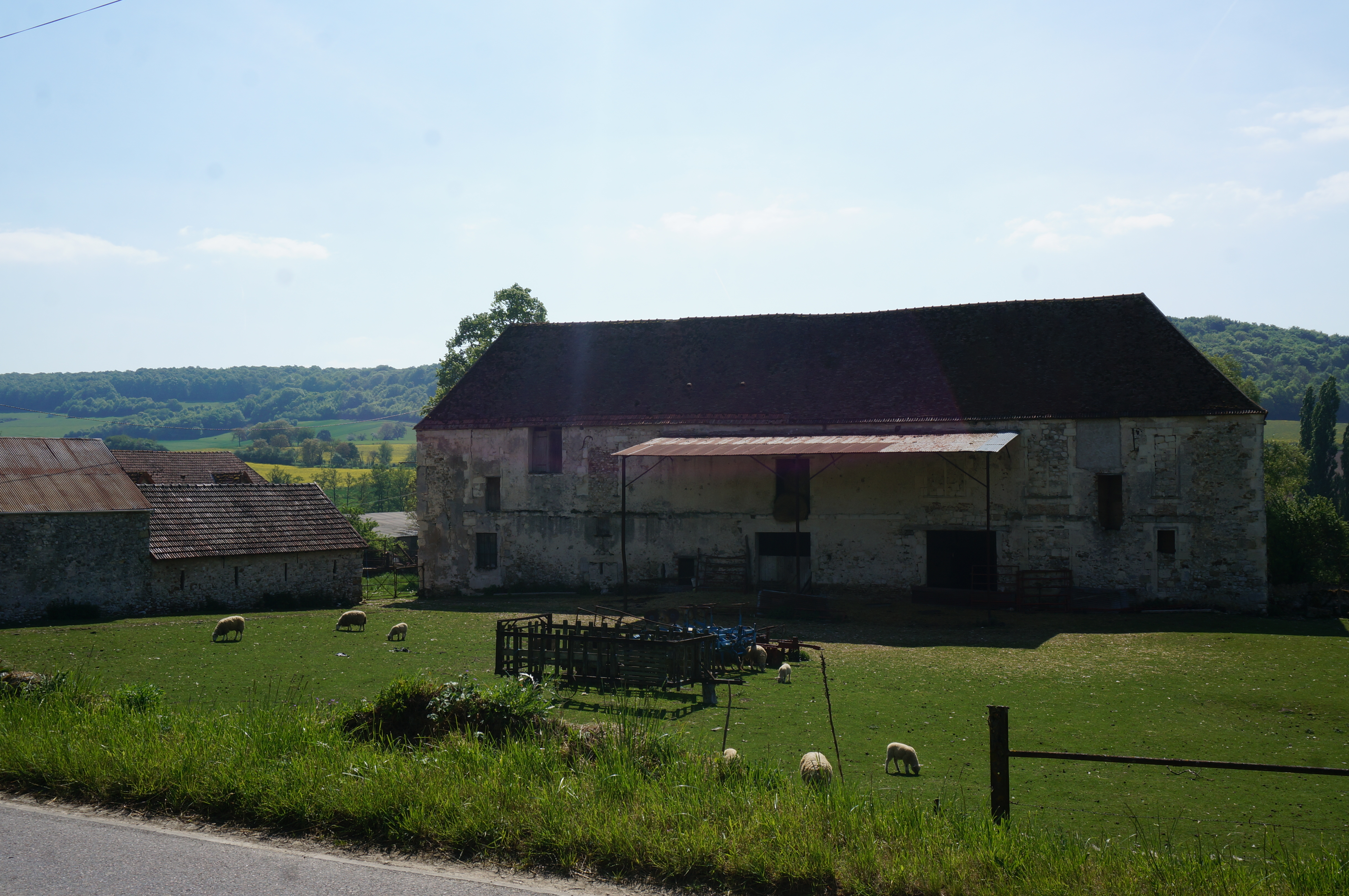
Ancien bâtiments du château de Saint-Agnan converti en ferme.
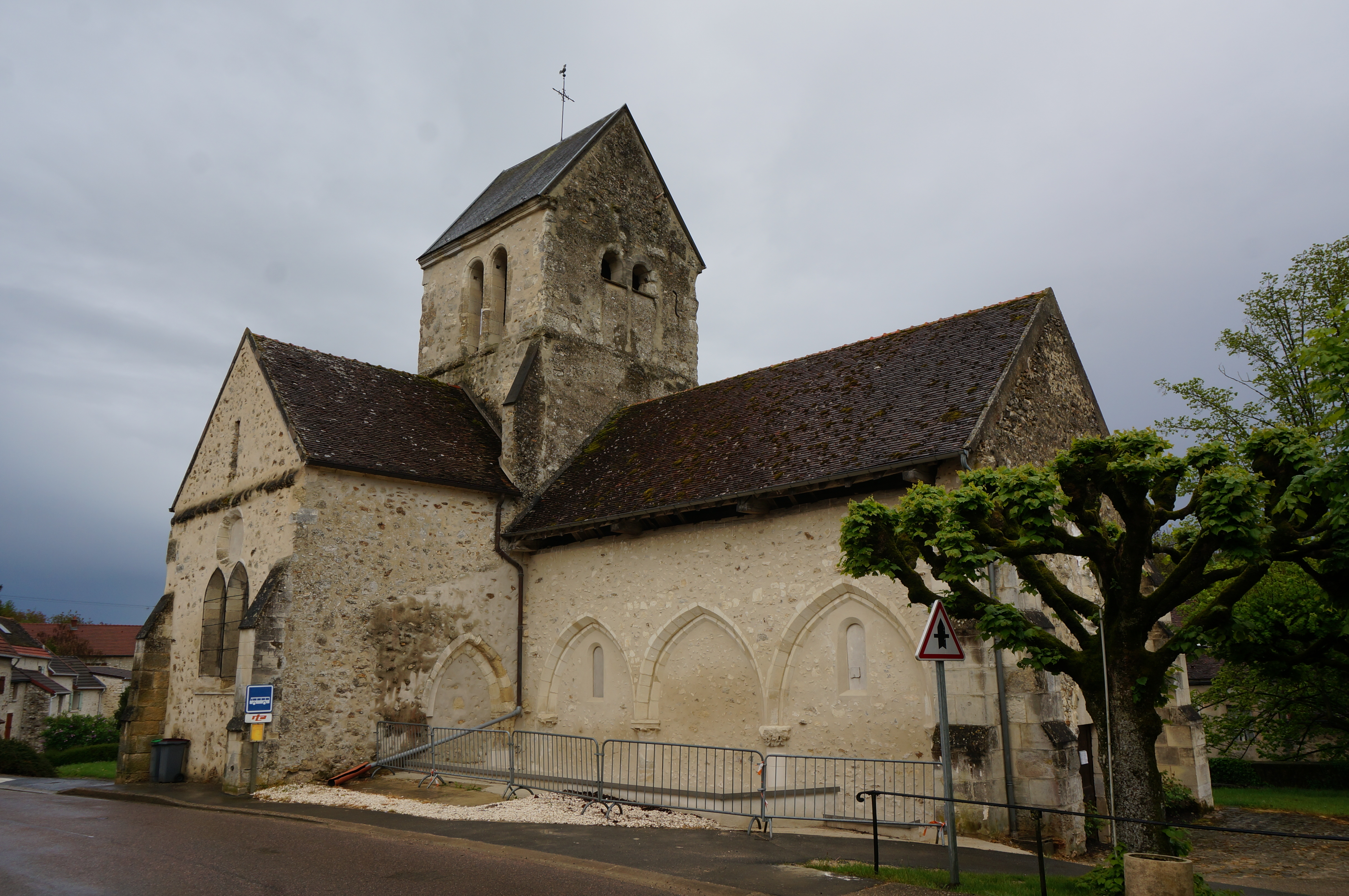
L'église de Saint-Agnan avec les arches sur le bas côté perdu.